# Cecylian Niezgoda
Cecylian Tadeusz Niezgoda OFMConv (ur. 1 stycznia 1922, zm. 27 listopada 2003) – franciszkanin konwentualny, teolog, pisarz, prowincjał.

## Życiorys
Tadeusz Niezgoda urodził się 1 stycznia 1922 roku. Ucząc się w Małym Seminarium Misyjnym w Niepokalanowie poznał św. Maksymiliana Kolbego. W 1940 roku wstąpił do Zakonu Braci Mniejszych Konwentualnych (Prowincja św. Antoniego z Padwy i bł. Jakuba Strzemię Zakonu Braci Mniejszych Konwentualnych), przyjmując imię zakonne Cecylian. Po studiach filozoficzno-teologicznych odbytych w Wyższym Seminarium Duchownym Franciszkanów w Krakowie przyjął święcenia kapłańskie. Władze zakonne skierowały go na studia specjalistyczne na Katolickim Uniwersytecie Lubelskim. Studia zwieńczył doktoratem z teologii dogmatycznej i magisterium z katolickiej nauki społecznej.
O. Niezgoda przez wiele lat był wykładowcą w szeregu seminariach duchownych: Wyższym Seminarium Duchownym Franciszkanów w Krakowie, Prymasowskim Wyższym Seminarium Duchownym w Gnieźnie, Wyższym Seminarium Misyjnym Księży Sercanów w Stadnikach, Wyższym Seminarium Duchownym oo. Bernardynów w Kalwarii Zebrzydowskiej. Nadto prowadził wykłady w Międzyzakonnym Studium Pastoralnym w Krakowie. Wykładał: homiletykę, teologię dogmatyczną, teologię duchowości, teodyceę oraz franciszkanizm. W latach 60. XX w. pełnił urząd prowincjała swojej macierzystej prowincji zakonnej. Na emeryturę przeszedł w 1999 roku.
Oprócz pracy dydaktycznej w seminariach o. Niezgoda poświęcał się pracy duszpasterskiej, głosił rekolekcje, posługiwał żeńskim zgromadzeniom zakonnym: klaryskom, sercankom i michalitkom. Długie lata był kapelanem Arcybractwa Męki Pańskiej przy krakowskiej Bazylice św. Franciszka z Asyżu.
Franciszkanin pozostawił spora spuściznę: opracowania naukowe dotyczące historii ruchu franciszkańskiego i zakonu. Publikował również książki popularnonaukowe dotyczące historii Kościoła.
O. Cecylian Niezgoda zmarł 27 listopada 2003 roku. W pogrzebie uczestniczyli kardynałowie Stanisław Nagy i Franciszek Macharski. Zakonnik został pochowany na cmentarzu Salwatorskim.

## Wybrana bibliografia
- Zarys teologii słowa według nauki św. Bonawentury. Warszawa: Prowincjałat OO. Franciszkanów, 1974. Brak numerów stron w książce
- Poznanie i jego drogi do Boga według św. Bonawentury: Referat wygłoszony podczas Sympozjum Zorganizowanego w Wyższym Seminarium Ojców Franciszkanów w Krakowie 18–24 listopada 1974 r. z okazji 700-lecia śmierci św. Bonawentury, teologa franciszkańskiego i doktora Kościoła. Warszawa: Prowincjałat OO. Franciszkanów, 1974. Brak numerów stron w książce
- Biskup Józef Sebastian Pelczar i jego zgromadzenie: refleksje nad duchownością. Warszawa: Drukarnia Loretańska, 1984. OCLC 830243746. Brak numerów stron w książce
- Święty Antoni Padewski: życie i nauczanie. Warszawa: Akademia Teologii Katolickiej, 1984. OCLC 69321075. Brak numerów stron w książce (kilka wznowień)
- Wierny ideałom: życie, działalność i duchowość Józefa Sebastiana Pelczara (1842–1924). Kraków: Wydawnictwo OO. Karmelitów Bosych, 1988. Brak numerów stron w książce
- Błogosławiona Klara Ludwika Szczęsna: współzałożycielka Zgromadzenia Służebnic Najświętszego Serca Jezusowego 1863–1916. Kraków: Wydawnictwo Świętego Stanisława Biskupa Męczennika Archidiecezji Krakowskiej, 1993. ISBN 83-85903-04-6. OCLC 835055484. Brak numerów stron w książce
- Matka Anna Kaworek: cicha bohaterka (1872–1936): w setną rocznicę przybycia do Miejsca Piastowego (1894–1994). Kraków: Michalineum, 1993. ISBN 8370190398. Brak numerów stron w książce
- Św. Klara z Asyżu w świetle Poverella. Kraków: Klasztor Sióstr Klarysek • Instytut Teologiczny Księży Misjonarzy, 1993. ISBN 83-86231-96-3. OCLC 835348669. Brak numerów stron w książce
- Droga Krzyżowa w kaplicy Męki Pańskiej w bazylice świętego Franciszka w Krakowie. Kraków: Bratni Zew, 1995. ISBN 83-903571-0-0. OCLC 751189349. Brak numerów stron w książce
- Cichy bohater: o. Wenanty Katarzyniec (1889–1921). Kraków: Bratni Zew, 1995. ISBN 83-903571-9-4. OCLC 751177532. Brak numerów stron w książce
- Śladami Franciszka: wybór pism / Cecylian Niezgoda. Kraków: Bratni Zew, 1995. ISBN 83-903571-1-9. OCLC 751177686. Brak numerów stron w książce (wstęp i oprac. Zdzisław Kijas)
- Cudotwórca z Padwy: żywoty św. Antoniego „Assidua”, „Benignitas” i „Raymundina”. Kraków: Bratni Zew, 1996. ISBN 83-903571-7-8. OCLC 830128825. Brak numerów stron w książce (tłumaczenie, oprac. Zdzisław Kijas)
- Błogosławiona Salomea Piastówna. Kraków: Bratni Zew, 1996. ISBN 83-86991-00-3. OCLC 830126712. Brak numerów stron w książce
- Wierny posłannictwu. Kraków: Bratni Zew, 1998. ISBN 83-86991-31-3. OCLC 751381319. Brak numerów stron w książce (o bł. Bronisławie Markiewiczu)
- Święta Kinga: żywot hagiograficzny. Stary Sącz • Kraków: Bratni Zew, 1999. ISBN 83-86991-50-X. OCLC 68669592. Brak numerów stron w książce
- Kazania o Najświętszej Pannie Maryi / św. Bonawentura. Kraków: Bratni Zew, 1999. ISBN 83-86991-37-2. OCLC 751122272. Brak numerów stron w książce (tłumaczenie)
- „To jest święty”!: rzecz o świętym Maksymilianie Marii Kolbem. Kraków: Bratni Zew, 2001. ISBN 83-86991-88-7. OCLC 69514887. Brak numerów stron w książce
- Błogosławiona Jolenta wpośród Arpadów i Piastów. Kraków: Bratni Zew, 2002. ISBN 83-86991-96-8. OCLC 749631000. Brak numerów stron w książce
- Drogi do świętości / Święty Antoni z Padwy. Poznań: Klub Książki Katolickiej, 2003. ISBN 83-88481-16-9. Brak numerów stron w książce (tłumaczenie i opracowanie)
- Kazania świąteczne: od Narodzenia Pańskiego do Uroczystości świętych Piotra i Pawła / św. Antoni Padewski. Kraków: Bratni Zew, 2003. ISBN 83-88903-30-6. OCLC 749486486. Brak numerów stron w książce (tłumaczenie)
- Kwiatki świętego Antoniego. Kraków • Dębogóra: Wydaw. AA s.c. • Klub Książki Katolickiej Wydawnictwo Dębogóra, 2003. ISBN 978-83-61060-94-9. Brak numerów stron w książce
- Zwierciadło doskonałości. Niepokalanów: Wydawnictwo Ojców Franciszkanów, 2009. ISBN 978-83-60479-70-4. Brak numerów stron w książce (tłumaczenie, oprac. Ireneusz Marcin Klimczyk)
- Św. Franciszka towarzysz: br. Eliasz. Kraków: Bratni Zew, 2010. ISBN 978-83-7485-115-2. OCLC 750538977. Brak numerów stron w książce